# Кулініч Олег Миколайович
Кулініч Олег Миколайович (21 травня 1969 , Сміла, Черкаська область ) — колишній керівник Головного управління СБУ в АР Крим, звинувачений у державній зраді.

## Життєпис
Народився 21 травня 1969 року в місті Смілі на Черкащині, УРСР.
В період з 1989 до 1994 року навчався у Вищій школі КДБ СРСР, згодом перейменованій в академію ФСБ Росії.. У травні 1994 року Кулініч склав присягу на вірність народові України.
В період до 2009 року працював на різних оперативних та керівних посадах у Службі Безпеки України, потім у різних державних та приватних організаціях, зокрема радником міністра палива та енергетики України, заступником державного секретаря Мінпаливенерго, керівником групи радників першого віце-прем'єр-міністра України. Підтримував міцні зв’язки з членами уряду Януковича, які зберігав навіть після втечі високопосадовців до Росії після 2014 року.
25 жовтня 2006 року Кабмін призначив Кулініча віце-президентом державного підприємства Енергоатом із юридичних питань і корпоративних ризиків. Працював під керівництвом Андрія Деркача. Кулініч є близьким до родини Деркачів.
2008 року був призначений главою Держкомзему за квотою «Блоку Литвина», в рамках коаліційних домовленостей.
21 жовтня 2020 року президент України Володимир Зеленський призначив Кулініча начальником ГУ СБУ в АР Крим. 2 березня 2022 року Зеленський звільнив його з цієї посади.

## Релігійні погляди
За даними джерел в СБУ, Олег Кулініч, як і ексголова СБУ Іван Баканов, є активним прихожанином УПЦ МП, був тісно пов'язаний з високопоставленими священниками Московського патріархату, та регулярно їздив на зустрічі з предстоятелем УПЦ МП митрополитом Онуфрієм.

## Розслідування

### Державна зрада
16 липня 2022 року Кулініча було заарештовано за підозрою у державній зраді.
За даними ДБР, він передавав російським спецслужбам розвідувальну інформацію проти України. Зокрема, було задокументовано передачу ним інформації, що становить державну таємницю.
На момент затримання Олег Кулініч обіймав посаду помічника голови СБУ Івана Баканова з особливо важливих доручень.
5 квітня 2023 року, пресслужби СБУ і ДБР оприлюднили деталі справи Кулініча. В ході розслідування працівники ДБР виявили нові факти та докази протиправної діяльності та повідомили Кулінічу про підозру у вчиненні й інших кримінальних правопорушень.За даними слідства, Кулініч у ФСБ РФ мав оперативний псевдонім «Котигорошко».
5 лютого 2024 суд продовжив запобіжний захід на 60 діб  Олегу Кулінічу, якого підозрюють у держзраді.

### Незаконне привласнення землі
За даними Bihus.Info, 2010 року 42 га землі ландшафтного заказника в Конча-Заспі було розділено на 13 ділянок і незаконно відчужено на користь оточення нардепа Андрія Деркача, його помічників і членів їхніх сімей. Факт відчуження підтвердила СБУ, а Державне бюро розслідувань і прокуратура порушили кримінальну справу. Землі було передано керівництвом Обухівської районної адміністрації, яке отримувало прямі вказівки від Олега Кулініча.
У січні 2020 року Печерський суд Києва вже наклав арешт на ці ділянки орієнтовною вартістю 930 млн грн. Із 23 осіб, які отримали цю землю 2010 року, мінімум 17 було з оточення Андрія Деркача.

## Нагороди
- Хрест Івана Мазепи (23 лютого 2010) — за вагомий особистий внесок у відродження історичної спадщини українського народу, багаторічну плідну професійну діяльність[23]